# 樂陵公主 (北魏)
樂陵公主（?—?），中国南北朝北魏公主。
樂陵公主嫁给了穆寿，穆寿是穆观之子，少年时以父任选侍东宫。穆寿拜为驸马都尉。穆寿的儿子穆正国是长乐公主之夫，穆正国的哥哥穆平国是城阳公主之夫，皆拜駙馬都尉。穆正国的儿子有穆平城、穆长城、穆彧。穆平城与始平公主冥婚。

## 传记资料
- 《魏书·卷二十七·列传第十五》
- 《册府元龟 卷三百 外戚部·总序》
- 《北史·卷二十·列传第八》